# Karl Löbe
Karl Rudolf Heinrich Löbe (* 4. Juni 1911 in Berlin-Charlottenburg; † 24. Februar 1993 in Bremen) war ein deutscher Jurist und Politiker (FDP).

## Biografie

### Ausbildung und Beruf
Löbe studierte nach dem Abitur am Humanistischen Gymnasium in Halberstadt Rechts- und Staatswissenschaften an der Universität Innsbruck, der Universität Wien und der Universität Kiel, und erwarb beide juristischen Staatsexamen. 1935  promovierte er zum Dr. jur. 1938/39 sowie 1945/46 arbeitete er in der Hafen- und Wirtschaftsverwaltung der Hansestadt Bremen, zuletzt in der Funktion eines Regierungsrates. Zwischenzeitlich nahm er als Soldat am Zweiten Weltkrieg teil, wurde als Artillerieoffizier eingesetzt und geriet zuletzt in Gefangenschaft, aus der er 1945 entlassen wurde.
Löbe arbeitete als Syndikus bei der Weserschifffahrt, war seit 1947 zunächst Geschäftsführer und wurde 1958 Vorsitzender des Weserbundes. Des Weiteren war er seit 1952 Vorstandsmitglied der Mittelweser AG in Hannover. In diesen Funktionen war er leitend an der wirtschaftlichen Entwicklung des Raumes von Nordhessen bis zur Wesermündung sowie an der Kanalisierung der Mittelweser und dem Ausbau des Mittellandkanals beteiligt. Später war er Geschäftsführer der Nordwest-Kanal GmbH und der Fulda GmbH.
Löbe hat während seiner beruflichen Tätigkeit mehrere Bücher veröffentlicht, die sich mit den Themen Weser und Schifffahrt in historischer Perspektive befassen.
Löbe war seit dem 9. Mai 1940 mit Gertrud Emma Clothilde geb. Barckhausen (1914–?) verheiratet. Die Eheschließung fand im Standesamt Bremen-Mitte statt. Karl Löbe starb am 24. Februar 1993 um 22:15 Uhr im Zentralkrankenhaus Links der Weser in Bremen im Alter von 81 Jahren. Er wohnte zuletzt in der Arnold-Böcklin-Straße 18 in Bremen.

## Politik
Löbe beantragte am 11. November 1937 die Aufnahme in die NSDAP und wurde rückwirkend zum 1. Mai desselben Jahres aufgenommen (Mitgliedsnummer 5.453.460).
 Nach dem Krieg wurde er 1954 Mitglied der FDP und er war seit 1955 Vorsitzender des Verkehrsausschusses beim Landesvorstand der Liberalen in Bremen.
Löbe war seit der Bundestagswahl 1961 bis 1965 Mitglied des Deutschen Bundestages. Er war über die Landesliste der FDP Bremen in das Parlament eingezogen.

## Werke (Auswahl)
- Bremens Holzwirtschaft, Bremen 1943
- Weserschiffer. Bremen 1961
- Das Weserbuch. Roman eines Flusses. Hameln 1968
- Seehafen Bremen. 100 entscheidende Jahre. Bremer Lagerhaus-Gesellschaft 1877–1977. Verlag Heinrich Döll & Co, Bremen 1977, ISBN 3-920245-42-3.
- Im Weserland. Begegnungen und Erlebnisse. Hameln 1979